# Египат на Светском првенству у атлетици у дворани 2022.
Египат је учествовао на 18. Светском првенству у атлетици у дворани 2022. одржаном у Београду од 18. до 20. марта петнаести пут. Репрезентацију Египта представљао је 1 атлетичарка, која се такмичила у трци на 60 метара.,
На овом првенству такмичарка Египта није освојила ниједну медаљу али је оборила национални и лични рекорд.

## Учесници
Жене:
- Басант Хемида — 60 м

## Резултати

### Жене
| Атлетичарка   | Дисциплина | Лични рекорд | Квалификације | Квалификације | Полуфинале            | Полуфинале            | Финале                | Финале       | Детаљи |
| Атлетичарка   | Дисциплина | Лични рекорд | Резултат      | Место         | Резултат              | Место                 | Резултат              | Место        | Детаљи |
| ------------- | ---------- | ------------ | ------------- | ------------- | --------------------- | --------------------- | --------------------- | ------------ | ------ |
| Басант Хемида | 60 м       |              | 7,31 НР, ЛР   | 5. у гр. 1    | Није се квалификовала | Није се квалификовала | Није се квалификовала | 27 / 46 (47) |        |